# Loughton
Loughton – miasto i civil parish w Anglii, w hrabstwie Essex, w dystrykcie Epping Forest. Leży 30 km na zachód od miasta Chelmsford i 22 km na północny wschód od centrum Londynu. W 2011 roku civil parish liczyła 31 106 mieszkańców. Loughton jest wspomniana w Domesday Book (1086) jako Lochetuna/Lochintuna. W mieście od lat 60. XX wieku znajduje się szkoła teatralna  East 15 Acting School.